# Bob Gutowski
Bob Gutowski (San Pedro (Los Ángeles), Estados Unidos, 25 de abril de 1935-2 de agosto de 1960) fue un atleta estadounidense, especializado en la prueba de salto con pértiga en la que llegó a ser subcampeón olímpico en 1956.

## Carrera deportiva
En los JJ. OO. de Melbourne 1956 ganó la medalla de plata en el salto con pértiga, con un salto por encima de 4.53 metros, tras su compatriota Bob Richards que con 4.56 m batió el récord olímpico, y por delante del griego Georgios Roubanis (bronce con 4.50 m).